# چمازکلا (نور)
چمازکلا، روستایی است از توابع بخش چمستان شهرستان نور در استان مازندران ایران.

## جمعیت
این روستا در دهستان ناتل‌رستاق قرار دارد و براساس سرشماری مرکز آمار ایران در سال ۱۳۸۵، جمعیت آن ۴۶۵ نفر (۱۲۰خانوار) بوده‌است. مردم این روستا به زبان مازندرانی صحبت میکنند.
این روستا در همسایگی روستاهای سیاهکلا و مغانده و شهر ایزدشهر بوده و متاسفانه بسیار مهاجر پذیر است. به طوری که در حال حاضر اغلب ساکنین موقت آن از اهالی استان های تهران، اصفهان، یزد و ... هستند و بومیان آن کاملا در اقلیت قرار گرفته اند.
اکثر ساکنان بومی آن از اقوام موسوی، رمضانی و رفیع زاده هستند که غالبا بین یکدیگر ازدواج می نمایند.

## موقعیت روستا و اماکن دیدنی
این روستا از جنوب و شرق با روستای مغانده، از غرب (با واسطه جنگل ایزدشهر که جزو پارک جنگلی نور است) با روستای سیاهکلا و از شمال با طی مسیر شش کیلومتری از دل جنگل با جاده آسفالت باریک، با شهر ایزدشهر همسایه است.
دارای سه آبگیر (برکه) دست ساز در نواحی غرب، جنوب غرب و شمال شرق است که جهت آبیاری شالیزارهای گسترده اهالی روستا به کار می رود.
شالیزارهای فوق العاده زیبا و با صفای آن در قسمت غربی گسترده است که از مسیر اولین کوچه روستا به نام یاس یکم قابل دسترسی است.
تنها مسجد روستا، مسجد امام حسین علیه السلام در قسمت شمالی آن واقع است که بسیج نسبتا فعالی هم دارد. نمای داخلی بسیار زیبای مسجد تماما با استفاده از چوب نرّاد کار شده و با سلیقه بسیار زیادی طراحی گردیده است.
دارای چندین فروشگاه خوار و بار و نیز پلاستیک فروشی و ... است.